# یادویگا آندژیفسکا
یادویگا آندژیفسکا (لهستانی: Jadwiga Andrzejewska؛ ‏ ۳۰ مارس ۱۹۱۵ – ۴ اکتبر ۱۹۷۷) بازیگر اهل لهستان بود. او اولین حضور سینمایی خود را در سال ۱۹۳۳ در فیلم «حکمی برای زندگی» در کنار ایرنا ایخلروونا تجربه کرد. باربارا کاچمارسکا (دخترش) و یان ماخولسکی در ۱۶ اکتبر ۱۹۹۸ از ستاره او در پیاده‌روی ستارگان ووچ در خیابان پیوترکوفسکا رونمایی کردند.
از فیلم‌ها یا برنامه‌های تلویزیونی که وی در آن نقش داشته‌است، می‌توان به ۳۰ قیراط خوشبختی، دکتر مورک، وداع ناممکن، داستان گناه، خاکستر و سرزمین موعود اشاره کرد.